# Miquel Robusté
Miquel Robusté Colomer (* 20. Mai 1985 in Vilassar de Mar), kurz Miquel Robusté, ist ein spanischer Fußballspieler.

## Spielerkarriere

### National
Der gebürtige Katalane Robusté spielte lange Zeit in der Jugend von Espanyol Barcelona, ehe er 2003 in das B-Team berufen wurde. Dort kam er auf 24 Einsätze in der Segunda División B. Nachdem seine Mannschaft 2005 nur noch in der Tercera División vertreten war, wurde er an den Zweitligaclub Polideportivo Ejido verliehen, um Robustés Entwicklung voranzutreiben.
Im Sommer 2007 sicherte sich der Erstligist UD Levante die Dienste des Innenverteidiger. Mit dem Verein aus Valencia stieg Robusté am Ende der Saison 2007/2008 in die Segunda División ab. Danach spielte er für verschiedene unterklassige spanische Vereine und für kurze Zeit in Rumänien bei Rapid Bukarest.

### International
Robusté spielte bei der Junioren-Fußballweltmeisterschaft 2005 in Niederlande für die spanische U-20-Auswahl und kam bis ins Viertelfinale. Zudem ist er Europameister als Kapitän der spanischen U-19-Nationalelf geworden (2004).

## Erfolge
- U19-Europameister – 2004 – Spanien